# لایه‌بندی پایدار و ناپایدار

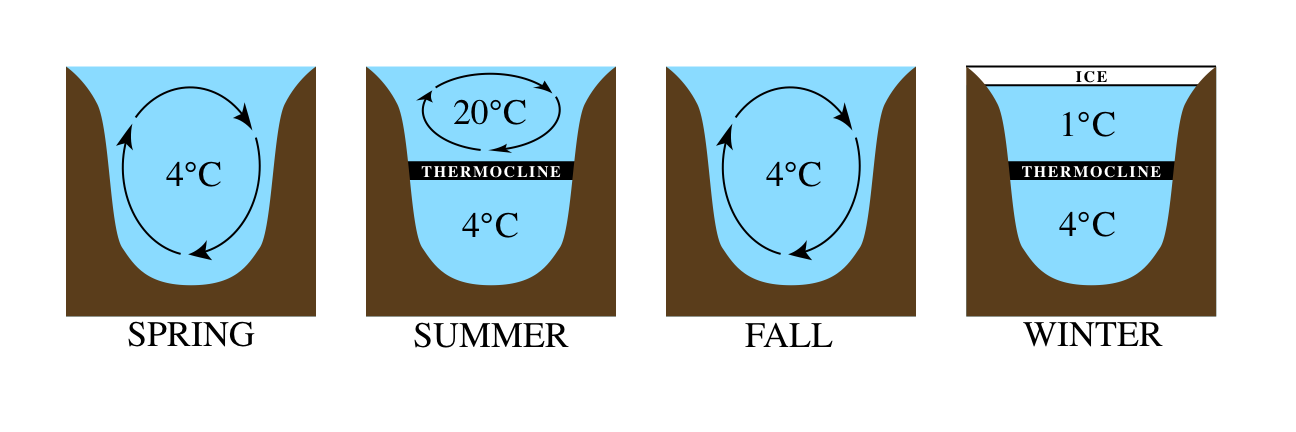
الگوی نمادین آمیختگی برای بسیاری از دریاچه‌ها، ناشی از این واقعیت است که آب در نقطه انجماد کمتر از 4 درجه سانتیگراد است. لایه‌بندی دریاچه در تابستان و زمستان پایدار است و در بهار و پاییز زمانی که آب‌های سطحی از مرز 4 درجه سانتیگراد می‌گذرند ناپایدار می‌شود.

لایه‌بندی پایدار (به انگلیسی: Stable stratification) سیالات زمانی رخ می‌دهد که هر لایه چگالی کمتری نسبت به لایه زیرین آن داشته باشد. لایه‌بندی ناپایدار (به انگلیسی: Unstable stratification) زمانی است که هر لایه از لایه زیرین آن فشرده‌تر باشد.